# Права вінцева артерія
Права вінцева артерія (права коронарна артерія) (лат. arteria coronaria dextra) — одна з основних артерій, що кровопостачають серце.

## Анатомія
Права вінцева артерія починається в передньовнутрішньому синусі цибулини аорти. Відходячи від передньої поверхні аорти, ПВА розміщується у правій частині коронарної борозни, підходить до гострого краю серця, огинає його й направляється до перехрестя і далі — до задньої міжшлуночкової борозни. У ділянці перетинання задньої міжшлуночкової та вінцевої борозен (перехрестя), ПВА віддає задню міжшлуночкову гілку, що прямує до дистальної частини передньої міжшлуночкової гілки, анастомозуючи з нею. Рідко ПВА закінчується біля гострого краю серця.

## Гілки
Відповідно до Міжнародної анатомічної номенклатури, прийнятої на Конгресі анатомів у Римі в 2000 р., розрізняють наступні гілки правої вінцевої артерії:
- Гілка артеріального конуса (ramus coni arteriosi)
- Гілка синусно-передсердного вузла (r. nodi sinoatrialis)
- Передсердні гілки (rr. atriales)
- Права крайова гілка (r. marginalis dexter)
- Проміжна передсерцева гілка (r. atrialis intermedius)
- Задня міжшлуночкова гілка (r. interventricularis posterior)
- Перегородкові міжшлуночкові гілки (rr. interventriculares septales)
- Гілка передсердно-шлуночкового вузла (r. nodi atrioventricularis)

ПВА своїми гілками кровопостачає праве передсердя, частину передньої та всю задню поверхню лівого шлуночка, міжпередсердну перегородку і задню третину міжшлуночкової перегородки. З важливих гілок ПВА слід зазначити гілку конуса легеневого стовбура, гілку синусного вузла, гілку правого краю серця, задню міжшлуночкову гілку. Гілка конуса легеневого стовбура часто анастомозує з конусною гілкою, що відходить від передньої міжшлуночкової гілки, утворюючи кільце В'єссена. Проте приблизно в половині випадків, артерія конуса легеневого стовбура відходить від аорти самостійно.
Гілка синусного вузла у 60-86% випадків відходить від ПВА, проте є дані, що у 45% випадків вона може відходити від гілки, що огинає ліву вінцеву артерію і навіть від самої ЛВА. Гілка синусного вузла розташовується по стінці правого шлуночка і досягає місця впадання верхньої порожнистої вени у праве передсердя.
Біля гострого краю серця ПВА віддає досить постійну гілку — гілку правого краю, що йде вздовж гострого краю до верхівки серця. Приблизно на цьому рівні відходить гілка до правого передсердя, що постачає кров'ю передню та бічну поверхні правого передсердя.
У місці переходу ПКА в задню міжшлуночкову артерію від неї відходить гілка AV-вузла, що кровопостачає цей вузол. Від задньої міжшлуночкової гілки перпендикулярно відходять гілки до ПШ, а також короткі гілки до задньої третини міжшлуночкової перегородки, які анастомозують з подібними гілками, що відходять від передньої міжшлуночкової артерії ЛКА.
Таким чином, ПВА постачає кров'ю передню і задню стінки правого шлуночка, частково — задню стінку лівого шлуночка, праве передсердя, верхню половину міжпередсердної перегородки, синусний і АВ-вузли, а також задню частину міжшлуночкової перегородки та задній сосочковий м'яз.